# Rudolf Knietsch
Rudolf Theophil Josef Knietsch (Oppeln (actual Opole), 13 de diciembre de 1854 - Ludwigshafen am Rhein, 28 de mayo de 1906) fue un químico alemán.
R. Knietsch estudió química en Berlín entre los años 1876 y 1880, doctorándose en 1881 con el trabajo titulado Über das Äsculin und seine Derivate («Sobre la esculina y sus derivados»), bajo la tutela de Carl Theodor Liebermann en la Universidad de Jena. En el año 1884 entró a trabajar en la empresa química BASF, dedicándose a labores de gestión en la misma desde 1904.
En 1888, debido a la elevada demanda de ácido sulfúrico requerida por la empresa BASF, R. Knietsch desarrolló un método de síntesis industrial de ácido sulfúrico por un proceso de contacto. Desde este momento, BASF se convierte en el primer productor mundial de ácido sulfúrico.
Knietsch desarrolló también un método para la licuefacción del cloro. Sus contribuciones permitieron la mejora del proceso de producción del colorante índigo sintético por parte de BASF.
Falleció con 51 años, y está enterrado en el cementerio Bergfriedhof de Heidelberg, cuyo monumento funerario muestra a un hombre joven de tamaño natural, en la tradición iconográfica de la antigua muerte, y en su mano izq. la antorcha de la vida, y sostiene en su der. una corona de laurel. Dos planchas de bronce muestran las estadísticas vitales de la familia.

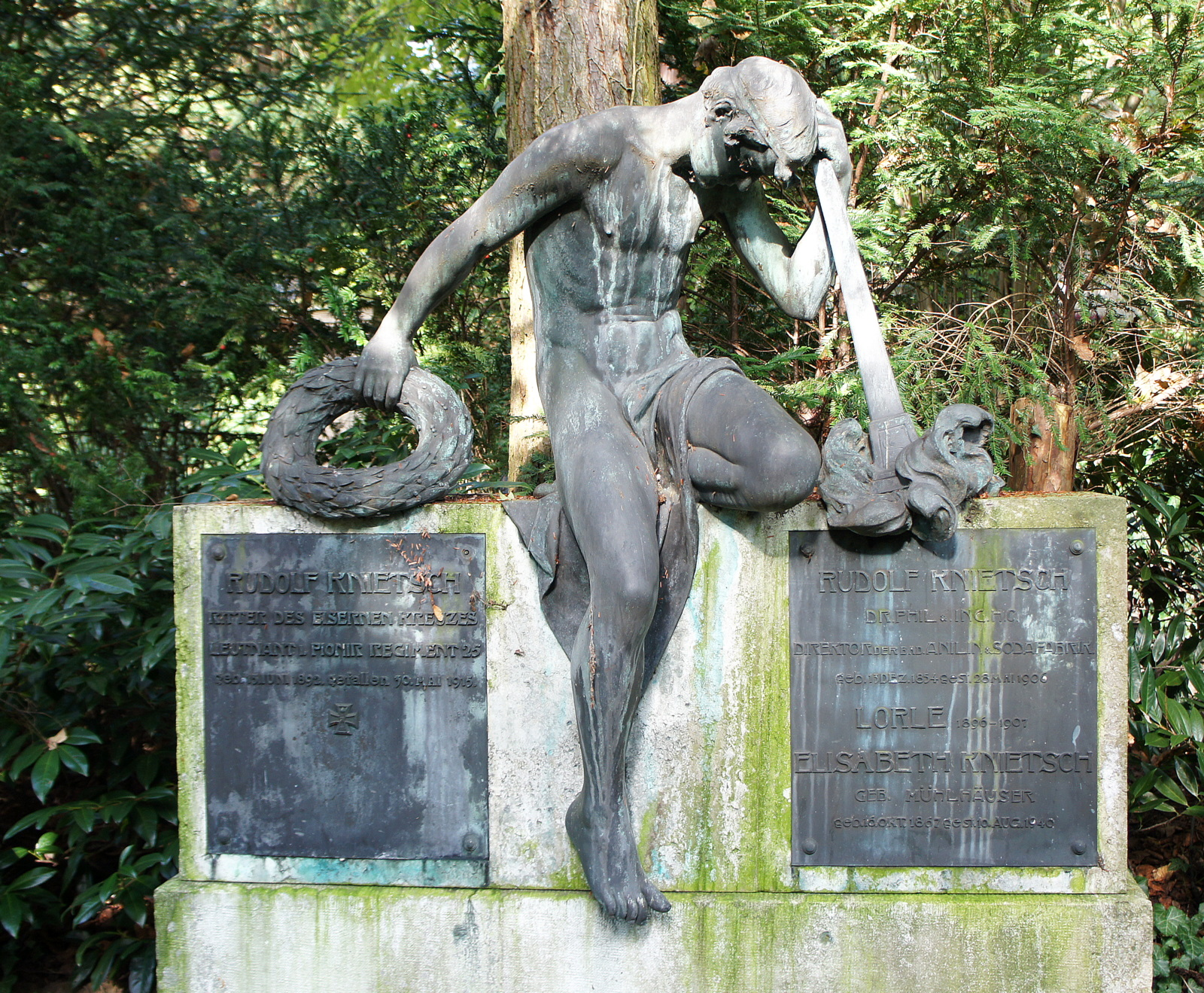
Escultura y lápida del panteón donde yacen los restos de Rudolf Knietsch.

## Honores
En 1904 fue galardonado con la medalla Liebig por su aportaciones al campo de la química industrial. En la localidad de Maxdorf existe una calle nombrada en su honor. 49°28′40″N 8°17′14″E / 49.477692, 8.287149